# Публије Корнелије Сципион Емилијан
Публије Корнелије Сципион Емилијан Африканац Нумантинац (лат. Publius Cornelius Scipio Aemilianus Africanus; 185. п. н. е. − 129. п. н. е.), познат је и као Сципион Емилијан и Сципион Африканац Млађи. Син је Луција Емилија Паула, касније га је усвојио Публије Корнелије Сципион, старији син Публија Корнелија Сципиона Африканца. 
Први помен Сципиона Емилијана у изворима односи се на 168. годину п. н. е. када је приликом битке код Пидне учествовао у победи свог рођеног оца Луција Емилија над македонским краљем Персејем. У Риму је упознао хеленског историчара Полибија који се ту нашао, после сукоба код Пидне, као један од грчких талаца. Полибије ће се у свом делу Историје врло повољно изразити о младом Публију, представљајући га као благог и умереног младића. Војну службу наставио је у поприлично немирној Хиспанији. Учествовао је и у Трећем пунском рату, где ће римске снаге под његовим заповедништвом 146. п. н. е. заузеле Картагину. Дејствујући на захтев Сената, град је након похаре разорио и анатемисао. Његова војна делатност доживела је врхунац у Хиспанији, где је буктао устанак месних племена са средиштем у граду Нумансији. У релативно кратком року преуредио је растројене и малодушне римске трупе, на чијем је челу устанак угушио а Нумансију освојио 133. п. н. е.
У унутрашњој политици заступао је умерено конзервативне ставове, тако да се и супротстављао реформама Тиберија Граха. Преминуо је 129. године п. н. е. под неразјашњеним околностима, дан пре но је требало да говори против популара, за шта су били оптужени Гај Грах и његова сестра Семпронија, Емилијанова супруга.
У очима савременика био је представник традиционалне нити римских врлина, што га није спречило да истовремце образује неку врсту хеленофилног кружока. Цицерон га је видео као савршеног републиканца, и његов лик је користити у својим дијалозима. 